# Drakensang: The River of Time
Drakensang: The River of Time (Drakensang: Am Fluss der Zeit), parfois traduit en Drakensang : La Rivière du temps,, est un jeu vidéo de rôle développé par Radon Labs et édité par dtp entertainment pour l'Allemagne et THQ pour les États-Unis. Il sort le 11 janvier 2010 en Amérique du Nord,
le 19 février 2010 en Allemagne et le 11 octobre 2010 en France.
Il s'agit d'une préquelle de Drakensang : L'Œil noir, adaptation du jeu de rôle L'Œil noir en jeu vidéo sorti en 2008,.

## Accueil

### Critique
Drakensang: The River of Time est bien accueilli par la presse. Les agrégateurs de notes Metacritic et GameRankings lui attribuent 8,8/10 et 75 %.

### Récompense
Drakensang: The River of Time remporte le prix du meilleur jeu vidéo de rôle de l'année 2010 au Deutscher Entwicklerpreis (de).